# Bohuslav Procházka (voják)
Bohuslav Procházka (od roku 1946 Karel Hron, 27. listopadu 1897 Pavlínov – ?) byl československý důstojník a příslušník československé armády v zahraničí v období druhé světové války.

## Život

### Před druhou světovou válkou
Bohuslav Procházka se narodil 27. listopadu 1897 v Pavlínově na Žďársku. V roce 1916 dokončil studium na vyšší reálce ve Velkém Meziříčí, poté byl odveden do c. a k. armády a zařazen do školy námořních aspirantů v Pule. Hned druhý den po vzniku Československa se přihlásil do nově vzniklé Československé armády, v jejíchž řadách se zúčastnil bojů proti Maďarům. Poté mj. sloužil jako nižší důstojník u lodní roty na Dunaji. Mezi lety 1926 a 1928 studoval na Vysoké škole válečné v Praze, poté do roku 1932 sloužil ve slovenských posádkách, následně jako zpravodajský důstojník při hlavním štábu. Dosáhl hodnosti podplukovníka. Po německé okupaci v březnu 1939 a rozpuštění Československé armády působil v likvidační skupině Ministerstva národní obrany.

### Druhá světová válka
Bohuslav Procházka se rozhodl ilegálně opustit Protektorát Čechy a Morava, což uskutečnil v březnu 1940, a přes střední východ se dostal do Francie, kde vstoupil do zde budované zahraniční jednotky. Československou vojenskou správou byl jmenován styčným důstojníkem u polské armády, která rovněž ve Francii budovala zahraniční síly. Po pádu Francie se koncem června 1940 evakuoval a do Velké Británie dorazil oklikou na konci září téhož roku. Do konce března 1941 působil v úřadu československého vojenského atašé v Londýně a poté jako zpravodajský důstojník u Československé vojenské mise v Kanadě. V listopadu 1941 byl ustanoven vedoucím zpravodajského odboru československého vojenského atašé v New Yorku, od srpna 1944 do října 1945 pak vojenským atašé v Mexiku. Používal krycí jméno Karel Hron, které se od roku 1946 stalo jeho jménem občanským.

### Po druhé světové válce
Po návratu do Československa byl Bohuslav Procházka k 1. únoru 1946 ustanoven zatímním náčelníkem štábu 1. sboru, který se následně přesunul z Prahy do Litoměřic, kde se jeho funkce stala definitivní. Útvar byl poté reorganizován na 12. pěší divizi, jejímž velitelem se v červnu 1948 také stal.

## Vyznamenání
- 1945 Československý válečný kříž 1939